# لایه فیزیکی اترنت
لایه فیزیکی اترنت: لایه فیزیکی از خانواده استانداردهای شبکه کامپیوتری اترنت است که توسط موسسه مهندسین برق و الکترونیک (IEEE) منتشر شده‌است. لایه فیزیکی ویژگی‌های الکتریکی یا نوری و سرعت انتقال اتصال فیزیکی بین یک دستگاه و شبکه یا بین دستگاه‌های شبکه را مشخص می‌کند. این لایه با لایه نظارت بر دسترسی و انتقال و لایه پیوند منطقی تکمیل می‌شود.
خوشگل بلا خانم رحیمی فعفیفلبالخهعحعفغف
لایه فیزیکی اترنت از سال ۱۹۸۰ شروع به نوشتن و تکامل شده‌است. این لایه از ظرفیت ۱۰ مگابیت بر ثانیه تا ۴۰۰ گیگابیت بر ثانیه در محیط فیزیکی از کابل کواکسیال حجیم تا جفت تابیده و فیبر نوری با دسترسی استاندارد را داراست.( دروغ میگه)
بسیاری از آداپتورهای اترنت و پورت‌های سوئیچ با استفاده از مذاکره خودکار برای تنظیم سرعت و ارتباط دوطرفه برای بهترین بازدهی، از چندین سرعت پشتیبانی می‌کنند. اگر مذاکره خودکار شکست بخورد، برخی از دستگاه‌های چند سرعته، کاهش طرف مقابل را حس می‌کنند، اما ممکن است منجر به عدم تطابق دوطرفه شود.
اترنت ۱۰ گیگابیتی قبلاً در سال ۲۰۰۷ در شبکه‌های سازمانی و در شبکه اپراتور اترنت ۴۰ گیگابیتی مورد استفاده قرار گرفت.
در سال ۲۰۱۷، اترنت ۱۰۰ گیگابیتی تصویب شد. سریع‌ترین افزوده‌ها به خانواده اترنت ۲۰۰ و ۴۰۰ گیگابیت بر ثانیه بود.
توسعه ۸۰۰ گیگابیت بر ثانیه و استانداردهای اترنت ۱٫۶ ترابیت بر ثانیه در سال ۲۰۲۱ آغاز شد.

## قراردادهای نامگذاری
به‌طور کلی، لایه‌های اترنت بر اساس مشخصات خود نامگذاری می‌شوند در نامگذاری اترنت پیشوند اعداد و پسوندهای مربوط که با خط تیره جدا می‌شوند و نشان دهنده ویژگی‌های آن هستند استفاده می‌شود که در ذیل می‌بینید:
- ۱۰، ۱۰۰، ۱۰۰۰، 10G، ... – سرعت اسمی و قابل استفاده در بالای لایه فیزیکی (بدون پسوند = مگابیت/ثانیه، G = گیگابیت/ثانیه)
- عبارات BASE, BROAD, PASS - به ترتیب سیگنالینگ باند پایه، پهنای باند یا باند عبور را نشان می‌دهد.
- پسوندهای -T, -T1،S, -L،E, C, -K,H

. - T = جفت تابیده
. - T1 = جفت تابیده تک جفت
. - S = نانومتر ۸۵۰: طول موج کوتاه (فیبر چند حالته)
. - L = نانومتر ۱۳۰۰: طول موج طولانی (بیشتر فیبر تک حالته)
. - E = نانومتر ۱۵۰۰: طول موج فوق‌العاده بلند (تک حالته)
. - B = فیبر دو طرفه (بیشتر تک حالته) با استفاده از مالتی پلکس کردن بر پایه تفکیک طول موج
. - P = نوری غیرفعال (شبکه نوری نافعال)
. - C = مس/ تویناکس
. - K = صفحه پشتی
. - F = فیبر
. - H = فیبر نوری پلاستیکی
- عبارات X, R - روش رمزگذاری لایه فیزیکی اترنت (متغیر با نسل) را مشخص می‌کند:

. - X برای رمزگذاری بلوک 8b/10b (4B5B برای اترنت سریع)
. - R برای رمزگذاری بلوک بزرگ (64b/66b)
برای ۱۰ مگابیت بر ثانیه، هیچ کدگذاری نشان داده نشده‌است زیرا همه انواع از کد منچستر استفاده می‌کنند. اکثر لایه‌های جفت پیچ خورده از رمزگذاری منحصر به فرد استفاده می‌کنند، بنابراین اغلب فقط از عبارت -T استفاده می‌شود.
اصطلاح دسترسی در اترنت، به ویژه برای اتصالات فیبر نوری، به عنوان حداکثر طول قابل دستیابی تعریف می‌شود که تضمین می‌شود زمانی که تمام پارامترهای کانال ارتباطی برآورده می‌شوند (پهنای باند مدال، تضعیف، تلفات درج و غیره) این سیستم به‌طور صحیح کار می‌کند. با پارامترهای کانال ارتباطی با کیفیت تر، اغلب می‌توان به طول پیوند طولانی‌تر و پایدار دست یافت. بالعکس، یک پیوند با پارامترهای کانال ارتباطی بدتر نیز می‌تواند کار کند اما فقط در یک فاصله کوتاهتر. در اصل دسترسی و حداکثر فاصله به یک معنا هستند.

## لایه‌های فیزیکی
بخش‌های زیر خلاصه‌ای از انواع رسانه‌های رسمی اترنت را ارائه می‌کنند. علاوه بر این استانداردهای رسمی، بسیاری از فروشندگان انواع رسانه‌های اختصاصی را به دلایل مختلف اجرا کرده‌اند که عیت این امر اغلب برای پشتیبانی از فواصل طولانی‌تر از کابل فیبر نوری بوده‌است.

### پیاده‌سازی‌های اولیه و ۱۰ مگابیت بر ثانیه
استانداردهای اولیه اترنت از کدگذاری منچستر استفاده می‌کردند تا سیگنال خود ساعت شود و تحت تأثیر فیلترهای بالاگذر قرار نگیرد.

### اترنت سریع
همه انواع اترنت سریع از توپولوژی/هم‌بندی ستاره‌ای استفاده می‌کنند و به‌طور کلی از کدگذاری خط ۴بی۵بی استفاده می‌کنند.

### اترنت ۱ گیگابیت بر ثانیه
همه انواع اترنت گیگابیتی از توپولوژی ستاره ای استفاده می‌کنند. در ابتدا حالت نیمه دوبلکس در استاندارد گنجانده شد اما از آن زمان کنار گذاشته شده‌است. دستگاه‌های بسیار کمی از سرعت گیگابیت در حالت نیمه دوبلکس پشتیبانی می‌کنند.

### اترنت ۲٫۵ و ۵ گیگابیت بر ثانیه
انواع ۲٫۵ و ۵ گیگابیت بر ثانیه انواع کوچک شده ۱۰گیگابیت بر ثانیه هستند و دسترسی طولانی تری نسبت به قبل از بافته مسی 6 (CAT6) دارند.  کابل کشی این لایه‌های فیزیکی فقط از کابل‌های مسی جفت تابیده پشتیبانی می‌کنند.

### اترنت ۱۰ گیگابیت بر ثانیه
اترنت ۱۰ گیگابیتی نسخه ای از اترنت با نرخ اسمی داده ۱۰ گیگابیت بر ثانیه است، ده برابر گیگابیت اترنت. اولین استاندارد اترنت ۱۰ گیگابیتی در سال ۲۰۰۲ منتشر شد. استانداردهای بعدی شامل انواع رسانه برای فیبر تک حالته (مدت طولانی)، فیبر چند حالته (تا ۴۰۰ متر) می‌شود. صفحه پشتی مسی (تا ۱ متر) و جفت پیچ خورده مسی (تا ۱۰۰ متر).
تمام استانداردهای ۱۰ گیگابیتی در استاندارد IEEE 802.3-2008 ادغام شدند. اکثر انواع ۱۰ گیگابیتی از کد (-R) استفاده می‌کنند. اترنت ۱۰ گیگابیتی از سهم بازار قابل توجهی در شبکه‌های حامل برخوردار است.

### اترنت ۲۵ گیگابیت بر ثانیه
اترنت ۲۵ گیگابیتی از روی چهار استاندارد ۱۰۰ گیگابیتی اترنت توسط کارگروه استاندارد IEEE 802.3-2008 توسعه داده شد.

### اترنت ۴۰ گیگابیت بر ثانیه
این کلاس از اترنت در ژوئن ۲۰۱۰ به عنوان  IEEE 802.3ba استاندارد شد. یک استاندارد اترنت ۴۰ گیگابیتی جفت تابیده ۴۰ در سال ۲۰۱۶هم منتشر شد.

### اترنت ۵۰ گیگابیت بر ثانیه
کارگروه استاندارد IEEE 802.3cb اترنت ۵۰ گیگابیت بر ثانیه را توسعه داد.

### اترنت ۱۰۰ گیگابیت بر ثانیه
نسل اول اترنت ۱۰۰ گیگابیتی با استفاده از خطوط ۱۰ و ۲۵ گیگابیت بر ثانیه در ژوئن ۲۰۱۰ به عنوان استاندارد IEEE 802.3ca در کنار اترنت ۴۰ گیگابیتی استاندارد شد.
نسل دوم با استفاده از خطوط ۵۰ گیگابیت بر ثانیه توسط کارگروه استاندارد IEEE 802.3cd به همراه ۵۰ گیگ و ۲۰۰ گیگ توسعه داده شد.
استانداردهای نسل سوم با استفاده از یک خط ۱۰۰ گیگابیت در ثانیه در حال حاضر توسط کارگروه استاندارد IEEE 802.3ck به همراه اترنت ۲۰۰ گیگابیت بر ثانیه و اترنت ۴۰۰ گیگابیت بر ثانیه در حال توسعه است.

### اترنت ۲۰۰ گیگابیت بر ثانیه
نسل اول اترنت ۲۰۰ گیگابیت بر ثانیه توسط کارگروه استاندارد IEEE 802.3bs تعریف شده و در سال ۲۰۱۷ استاندارد شده‌است.
کارگروه استاندارد IEEE 802.3cd و نسل بعدی استانداردهای۱۰۰ و ۲۰۰ را توسعه داده‌است. به ترتیب با استفاده از یک، دو یا چهار خط ۵۰ گیگابت بر ثانیه ای. نسل بعدی با استفاده از خطوط ۱۰۰ گیگابیت بر ثانیه در حال حاضر توسط کارگروه استاندارد IEEE 802.3ck همراه با اترنت ۱۰۰ گیگابیتی و اترنت ۴۰۰ گیگابیتی در حال توسعه است.

### اترنت ۴۰۰ گیگابیت بر ثانیه
استاندارد اترنت با قابلیت ۲۰۰ گیگابیت بر ثانیه و ۴۰۰ گیگابیت بر ثانیه در سال ۲۰۱۷ تعریف شد.
در سال ۲۰۰۸، رابرت متکالف، یکی از مخترعان اترنت، گفت که او معتقد است برنامه‌های تجاری با استفاده از ترابیت اترنت ممکن است تا سال ۲۰۱۵ رخ دهد، اگرچه ممکن است به استانداردهای اترنت جدید نیاز داشته باشد. پیش‌بینی می‌شد که این امر به‌سرعت با افزایش سرعت تا ۱۰۰ ترابیت، احتمالاً در اوایل سال ۲۰۲۰، دنبال شود. اینها پیش‌بینی‌های تئوریک توانایی فناوری بودند، به‌جای تخمین‌هایی مبنی بر اینکه چه زمانی چنین سرعت‌هایی واقعاً با یک قیمت عملی در دسترس خواهند بود.

### اترنت ۸۰۰ گیگابیت بر ثانیه
کنسرسیوم فناوری اترنت ۸۰۰ گیگابیتی را پیشنهاد کرد که این نوع اترنت مبتنی بر پی‌سی‌اس در آوریل ۲۰۲۰ معرفی گردید.
در دسامبر ۲۰۲۱، اترنت ۸۰۰ گیگابیتی راه اندازی کرد. این نوع از اترنت بر روی مس دو محوره، صفحات پشتی الکتریکی، فیبر نوری تک حالته و چند حالته به همراه با استفاده از اترنت‌های ۱۰۰ گیگابیتی و ۲۰۰ گیگابیتی پیده سازی شدند.

### اترنت ۱٫۶ ترابیت بر ثانیه
در دسامبر ۲۰۲۱، استاندارد IEEE 802.3 کارگروه ویژه ای را برای تعریف انواع ۸۰۰ و ۱۶۰۰ گیگابیت بر ثانیه از طریق مس دو محوره، صفحات پشتی الکتریکی، فیبر نوری تک حالته و چند حالته به همراه انواع جدید آن تا حداکثر سرعت ۱/۶ ترابیت بر ثانیه معرفی کرد.